# Уильямс, Девон
Девон Уильямс (англ. Devon Williams; род. 17 января 1994, Мариетта, Джорджия) — американский легкоатлет, специалист по многоборьям. Выступает за сборную США по лёгкой атлетике с 2017 года, победитель национального чемпионата в десятиборье, участник чемпионатов мира 2017 года в Лондоне и 2019 года в Дохе.

## Биография
Девон Уильямс родился 17 января 1994 года в городе Мариетта, штат Джорджия.
Занимался лёгкой атлетикой во время учёбы в Университете Джорджии — состоял в местной легкоатлетической команде, неоднократно принимал участие в различных студенческих соревнованиях, в частности выигрывал чемпионат первого дивизиона Национальной ассоциации студенческого спорта в семиборье. Был подопечным тренера Петроса Кипряну.
Впервые заявил о себе на международном уровне в сезоне 2017 года, когда на чемпионате США в Сакраменто с результатом в 8131 очко выиграл бронзовую медаль в десятиборье, вошёл в основной состав американской национальной сборной и выступил на чемпионате мира в Лондоне — набрал здесь в сумме всех дисциплин 8088 очков, расположившись в итоговом протоколе соревнований на 10-й строке.
На зимнем чемпионате США 2018 года в Альбукерке взял бронзу в семиборье.
В 2019 году занял 19-е место на международном турнире Hypo-Meeting в Австрии, одержал победу на чемпионате США в Де-Мойне, побывал на чемпионате мира Дохе — провалил здесь все попытки в прыжках с шестом и без результата досрочно завершил выступление.
Его младшая сестра Кенделл Уильямс так же является легкоатлеткой уровня национальной сборной.